# 別府幸司
別府 幸司（べっぷ こうじ）は、日本のアニメーションプロデューサー。
過去に土田プロダクションや動画工房に所属した後、ぎゃろっぷに所属し『こちら葛飾区亀有公園前派出所』などのプロデュースを担当する。現在はスタジオコメット所属のプロデューサーとして活動する。

## 主な作品

### 土田プロダクション所属時代
- 1976年 ドカベン（制作進行）
- 1983年 まんが日本史（制作担当）
- 1984年 らんぽう（制作担当）
- 1986年 Mr.ペンペン（プロデューサー、シンエイ動画名義）

### 動画工房所属時代
- 1995年 天地無用!（制作進行）

### ぎゃろっぷ所属時代
- 1996年 こちら葛飾区亀有公園前派出所（プロデューサー）
- 2000年 遊☆戯☆王デュエルモンスターズ（ラインプロデューサー）
- 2006年 遊☆戯☆王デュエルモンスターズALEX（ラインプロデューサー）※日本未公開

### スタジオコメット所属時代
- 2005年 ピーチガール（アニメーションプロデューサー）
- 2005年 涼風（アニメーションプロデューサー）
- 2006年 妖怪人間ベム（プロデューサー）
- 2009年 ジュエルペット（プロデューサー）
- 2012年 ジュエルペット スウィーツダンスプリンセス（アニメーションプロデューサー）
- 2013年 ジュエルペット ハッピネス（アニメーションプロデューサー）